# Situfa Jaya
Situfa Jaya is een bestuurslaag in het regentschap Simeulue van de provincie Atjeh, Indonesië. Situfa Jaya telt 281 inwoners (volkstelling 2010).